# Wiechert-Modell
Wiechert-Modelle (nach ihrem Entwickler Emil Wiechert) sind Erdmodelle aus zwei unterschiedlich dichten Ellipsoiden, die der Berechnung realistischer Gleichgewichtsfiguren für den Erdkörper dienen.
Dabei wird in ein äußeres Ellipsoid für den Erdmantel, das die Dimensionen des Erdellipsoids hat, ein inneres Ellipsoid für den Erdkern gesetzt. Die beiden Körper sind koaxial angeordnet, müssen aber nicht unbedingt dieselbe Rotationsdauer besitzen. Die Zweischalen-Modelle lassen sich mit den geophysikalischen Daten über Tiefe und Dichte des Erdkerns in guten Zusammenhang bringen. Dieser bildet in rund 2.900 km Tiefe die Kern-Mantel-Grenze, die nach ihren Entdeckern auch Wiechert-Gutenberg-Diskontinuität genannt wird.
Die zwei verschiedenen Dichtewerte des Wiechert-Modells (3–4 g/cm³ für den Mantel und etwa 10 g/cm³ für den Kern) bringen eine bessere Annäherung an die wahre Erdfigur als das einfacher zu berechnende, homogene Maclaurin-Ellipsoid mit konstanter Dichte von 5,52 g/cm³. So berechnete Karl Ledersteger Mitte des 20. Jahrhunderts für das bestangepasste Maclaurin-Ellipsoid eine Abplattung von 1:230, während die wahre Erdabplattung nur 1:298,25 beträgt. Hingegen war ihm mit Wiechert-Modellreihen möglich, die aus der Mondbahn herzuleitende dynamische Abplattung der Erde genauer zu verifizieren.